# Ormia carreirai
Ormia carreirai är en tvåvingeart som beskrevs av Tavares 1965. Ormia carreirai ingår i släktet Ormia och familjen parasitflugor. Inga underarter finns listade i Catalogue of Life.